# Solarpark Diass
Der Solarpark Diass, im Land bekannt als Centrale Solaire de Diass, ist ein Solarpark bei Diass im senegalesischen Département Mbour in der Region Thiès.

## Geographische Lage
Der Solarpark liegt im Hinterland der sechs Kilometer entfernten Petite-Côte, etwa mittig im Dreieck der Großstädte Rufisque, Thiès und Mbour an der Grenze zur Metropolregion Dakar. Die Anlage wurde zweieinhalb Kilometer nordwestlich der Stadtmitte von Diass und eineinhalb Kilometer westlich des Flughafen Dakar-Blaise Diagne an der N 1 errichtet. Das eingezäunte Areal, ausschließlich des angrenzenden Umspannwerks, erstreckt sich über eine rechteckige Fläche von 40 ha (450 m · 900 m). In unmittelbarer Nähe verläuft eine Überlandleitung von Dakar nach Malicounda, über die die hier und im Solarpark Malicounda erzeugte elektrische Energie in das Verbundnetz von Senelec eingespeist werden kann.

## Geschichte
Dieser Solarpark ist ein Projekt von Senelec mit Baukosten von 20 Millionen Euro und Teil eines Deutsch-senegalesischen Programms zum Ausbau erneuerbarer Energien. Der Bau des Solarparks wurde mit einem Darlehen der Kreditanstalt für Wiederaufbau KfW finanziert. Die Anlage wurde am 22. Mai 2022 in Anwesenheit von Staatspräsident Macky Sall und Bundeskanzler Olaf Scholz in Betrieb genommen.

## Stromerzeugung
In dem Solarpark wurden 85.248 polykristalline Solarmodule installiert, die eine Fläche von 25 ha bedecken. Die Nennleistung von 23 MW reicht im Durchschnitt für die Versorgung von 33.000 Haushalten aus und die Anlage ist auf eine Betriebsdauer von 25 Jahren ausgelegt.